# Campionati mondiali di spinta di bob
I Campionati mondiali di spinta di skeleton  sono la speciale manifestazione mondiale di spinta di bob organizzata dalla International Bobsleigh & Skeleton Federation.

## Edizioni
| Anno | Città       | Nazione     |
| ---- | ----------- | ----------- |
| 2022 | Lake Placid | Stati Uniti |

## Medagliere
| Pos.   | Nazione     | Oro | Argento | Bronzo | Totale |
| ------ | ----------- | --- | ------- | ------ | ------ |
| 1      | Stati Uniti | 2   | 0       | 2      | 4      |
| 2      | Germania    | 2   | 0       | 0      | 2      |
| 3      | Canada      | 0   | 2       | 0      | 2      |
| 3      | Svizzera    | 0   | 2       | 0      | 2      |
| 5      | Austria     | 0   | 0       | 1      | 1      |
| 5      | Brasile     | 0   | 0       | 1      | 1      |
| Totale | Totale      | 4   | 4       | 4      | 12     |